# Tanacetum tomentellum
Tanacetum tomentellum là một loài thực vật có hoa trong họ Cúc. Loài này được (Boiss.) Grierson miêu tả khoa học đầu tiên năm 1975.